# دولت أباد (أصفهان)
دولت أباد (بالفارسية: دولت‌آباد) هي معلم جغرافي تقع في إيران في البلدة المركزية. يقدر عدد سكانها بـ 33,941 نسمة .